# Korfbal League 2021/22
De Korfbal League seizoen 2021/22 is de zeventiende editie van de Korfbal League, de hoogste Nederlandse korfbalcompetitie
In dit seizoen spelen, net als in seizoen 2020-2021 in totaal 12 teams; dezelfde 12 teams als het seizoen ervoor. Er is in het vorig seizoen geen team gedegradeerd en ook geen team gepromoveerd.

## Teams
In dit seizoen zullen tien teams deelnemen aan het hoofdtoernooi in de Korfbal League. Vervolgens zullen vier teams strijden om een finale plek in Ahoy, in de play-offrondes. Daarnaast maken de nummers 1 en 2 van de Hoofdklasse A en B kans om volgend jaar in de Korfbal League te spelen.
| Club                        | Plaats                 | Coach                              |
| --------------------------- | ---------------------- | ---------------------------------- |
| AKC Blauw-Wit               | Amsterdam              | Mark van der Laan & Erik van Brenk |
| DOS'46                      | Nijeveen               | Edwin Bouman                       |
| DVO/Accountor               | Bennekom               | Richard van Vloten                 |
| Fortuna/Delta Logistiek     | Delft                  | Ard Korporaal & Damien Folkerts    |
| Groen Geel/IJskoud de Beste | Wormer                 | Daniël Harmzen                     |
| KCC/CK Kozijnen             | Capelle aan den IJssel | Robin Diepenhorst & Wilrik Wassink |
| KZ/Thermo4U                 | Koog aan de Zaan       | Tim Bakker                         |
| LDODK/Rinsma Modeplein      | Gorredijk              | Dico Dik                           |
| PKC/Vertom                  | Papendrecht            | Wim Scholtmeijer & Jennifer Tromp  |
| TOP                         | Sassenheim             | Marco Swikker & Timon Zuurmond     |
| Oost-Arnhem                 | Arnhem                 | Henco Pullen                       |
| Dalto                       | Driebergen             | Barry Schep                        |

## Transfers in het off-season
| Speler          | van        | naar                    |
| --------------- | ---------- | ----------------------- |
| Mick Snel       | TOP/Litta  | Fortuna/Delta Logistiek |
| Celeste Split   | TOP/Litta  | Fortuna/Delta Logistiek |
| Marjolijn Kroon | rust       | LDODK/Rinsma Modeplein  |
| Randy Oosting   | PKC/Vertom | KCC/CK Kozijnen         |

## Seizoen
De opzet van het seizoen is ongeveer hetzelfde als vorig seizoen. Er wordt gespeeld in 2 poules van elk 6 teams. 
Echter is de opzet van de nacompetitie nu anders. In dit seizoen is de competitie ingedeeld in 2 fases.
In fase 1 speelt Poule A en Poule B een competitie waarbij elk team 10 wedstrijden speelt. Hierna volgt Fase 2.
In fase 2 worden 2 nieuwe Poules gemaakt, C en D. In Poule C komen de beste 3 teams van beide poules. In Poule D komen de nummers 4, 5 en 6 van Poule A en B terecht.
In fase 2 zullen de beste 4 teams zich plaatsen voor de play-offs. Dit zal gebeuren in een best-of-3 serie. De finale wordt gespeeld in Ahoy, Rotterdam.
Uit Poule D volgt degradatie. De onderste 3 teams zullen direct degraderen naar de Hoofdklasse. De nummer 9 zal, zoals voorheen normaal, play-downs spelen voor handhaving tegen de verliezend Hoofdklasse finalist. De hoofdklasse kampioen promoveert direct naar de league.

### Poule A
| pos | club                    | gs | w  | g | v | pnt | dv  | dt  | dt  |
| --- | ----------------------- | -- | -- | - | - | --- | --- | --- | --- |
| 1.  | Fortuna/Delta Logistiek | 10 | 10 | 0 | 0 | 20  | 276 | 188 | +88 |
| 2.  | LDODK/Rinsma Modeplein  | 10 | 5  | 0 | 5 | 10  | 225 | 236 | −11 |
| 3.  | KZ/Thermo4U             | 10 | 5  | 0 | 5 | 10  | 223 | 204 | +19 |
| 4.  | AKC Blauw-Wit           | 10 | 5  | 0 | 5 | 10  | 211 | 226 | −15 |
| 5.  | KCC/CK Kozijnen         | 10 | 4  | 0 | 6 | 8   | 195 | 219 | −24 |
| 6.  | Dalto                   | 10 | 1  | 0 | 9 | 2   | 187 | 244 | −57 |

### Poule B
| pos | club                       | gs | w | g | v  | pnt | dv  | dt  | dt  |
| --- | -------------------------- | -- | - | - | -- | --- | --- | --- | --- |
| 1.  | PKC/Vertom                 | 10 | 9 | 0 | 1  | 18  | 270 | 183 | +87 |
| 2.  | DVO/Accountor              | 10 | 8 | 1 | 1  | 17  | 284 | 239 | +45 |
| 3.  | DOS'46                     | 10 | 4 | 1 | 5  | 9   | 203 | 207 | −4  |
| 4.  | GroenGeel/IJskoud de Beste | 10 | 4 | 0 | 6  | 8   | 209 | 243 | −34 |
| 5.  | TOP/Litta                  | 10 | 3 | 2 | 5  | 8   | 211 | 223 | 12  |
| 6.  | Oost-Arnhem                | 10 | 0 | 0 | 10 | 0   | 180 | 262 | −82 |

### Kampioenspoule
De poule-indeling wordt gemaakt op basis van de eindstand van Poule A en B.
De onderlinge resultaten van de Eerste Fase worden meegenomen in de stand en het doelsaldo van deze poule.
Uit Poule A en B worden de beste 3 teams bij elkaar gezet. Als deze competitie klaar is, zullen de beste 4 teams play-offs spelen (best-of-3), gevolgd door de finale in Ahoy Rotterdam op zaterdag 16 april 2022.
| pos | club                    | gs | w | g | v | pnt | dv  | dt  | dt  |
| --- | ----------------------- | -- | - | - | - | --- | --- | --- | --- |
| 1.  | Fortuna/Delta Logistiek | 10 | 9 | 0 | 1 | 18  | 248 | 193 | +55 |
| 2.  | PKC/Vertom              | 10 | 8 | 0 | 2 | 16  | 251 | 212 | +39 |
| 3.  | DVO/Accountor           | 10 | 5 | 0 | 5 | 10  | 238 | 246 | −8  |
| 4.  | KZ/Thermo4U             | 10 | 3 | 0 | 7 | 6   | 211 | 236 | −25 |
| 5.  | LDODK/Rinsma Modeplein  | 10 | 3 | 0 | 7 | 6   | 222 | 246 | −24 |
| 6.  | DOS'46                  | 10 | 2 | 0 | 8 | 4   | 198 | 235 | −37 |

### Degradatiepoule
De poule-indeling wordt gemaakt op basis van de eindstand van Poule A en B. Uit Poule A en B worden de nummers 4,5 en 6 bij elkaar gezet. 
De onderlinge resultaten van de Eerste Fase worden meegenomen in de stand en het doelsaldo van deze poule.
De onderste 3 teams degraderen direct, het team dat als 3e (9e in het totaalklassement) eindigt speelt play-downs.
| pos | club                        | gs | w | g | v | pnt | dv  | dt  | dt  |
| --- | --------------------------- | -- | - | - | - | --- | --- | --- | --- |
| 1.  | AKC Blauw-Wit               | 10 | 9 | 0 | 1 | 18  | 228 | 192 | +36 |
| 2.  | KCC/CK Kozijnen             | 10 | 7 | 0 | 3 | 14  | 203 | 183 | +20 |
| 3.  | Groen Geel/IJskoud de Beste | 10 | 5 | 0 | 5 | 10  | 220 | 215 | +5  |
| 4.  | TOP/Litta                   | 10 | 4 | 0 | 6 | 8   | 202 | 198 | +4  |
| 5.  | Dalto                       | 10 | 3 | 0 | 7 | 6   | 207 | 212 | −5  |
| 6.  | Oost-Arnhem                 | 10 | 2 | 0 | 8 | 4   | 183 | 243 | −60 |

## Play-offs & Finale
|  | Play-offs | Play-offs               | Play-offs  | Play-offs | Play-offs  |    |                         | Finale | Finale | Finale | Finale | Finale |
|  |           |                         |            |           |            |    |                         |        |        |        |        |        |
|  | 1         | Fortuna/Delta Logistiek | 33         | 23        |            |    |                         |        |        |        |        |        |
|  | 4         | KZ/Thermo4U             | 20         | 18        |            |    |                         |        |        |        |        |        |
|  | 4         | KZ/Thermo4U             | 20         | 18        |            | 1  | Fortuna/Delta Logistiek | 22     |        |        |        |        |
|  |           |                         |            |           |            | 1  | Fortuna/Delta Logistiek | 22     |        |        |        |        |
|  |           | 2                       | PKC/Vertom | 21        |            |    |                         |        |        |        |        |        |
|  | 2         | 2                       | PKC/Vertom | 21        | PKC/Vertom | 22 | 21                      |        |        |        |        |        |
|  | 2         |                         |            |           | PKC/Vertom | 22 | 21                      |        |        |        |        |        |
|  | 3         | DVO/Accountor           | 16         | 17        |            |    |                         |        |        |        |        |        |

| Kampioen van Nederland               |
| ------------------------------------ |
| Fortuna/Delta Logistiek Tweede Titel |

## Promotie
Directe promotie naar de Korfbal League vindt plaats in de play-off serie tussen de kampioen van de Hoofdklasse A en B. Dit is een best-of-3 serie.
|  | Hoofdklasse Play-offs | Hoofdklasse Play-offs | Hoofdklasse Play-offs | Hoofdklasse Play-offs | Hoofdklasse Play-offs |     |     | Hoofdklasse Finale | Hoofdklasse Finale | Hoofdklasse Finale | Hoofdklasse Finale | Hoofdklasse Finale |
|  |                       |                       |                       |                       |                       |     |     |                    |                    |                    |                    |                    |
|  | Aa1                   | DSC                   | 16                    | 19                    |                       |     |     |                    |                    |                    |                    |                    |
|  | Ba1                   | HKC                   | 18                    | 20                    |                       |     |     |                    |                    |                    |                    |                    |
|  | Ba1                   | HKC                   | 18                    | 20                    |                       | Ba1 | HKC | 15                 |                    |                    |                    |                    |
|  |                       |                       |                       |                       |                       | Ba1 | HKC | 15                 |                    |                    |                    |                    |
|  |                       | Ba2                   | Unitas                | 18                    |                       |     |     |                    |                    |                    |                    |                    |
|  | Ab1                   | Ba2                   | Unitas                | 18                    | TOP (A)               | 21  | 12  |                    |                    |                    |                    |                    |
|  | Ab1                   |                       |                       |                       | TOP (A)               | 21  | 12  |                    |                    |                    |                    |                    |
|  | Ba2                   | Unitas                | 22                    | 17                    |                       |     |     |                    |                    |                    |                    |                    |

## Promotie/Degradatie
De nummer 9 van de Korfbal League speelt na de Hoofdklasse Finale een best-of-3 serie play-down tegen de verliezend Hoofdklasse finalist.
| Ontknoping |                             |    |    |    |
|            |                             |    |    |    |
| KL9        | Groen Geel/IJskoud de Beste | 17 | 31 | 24 |
| H2         | HKC                         | 22 | 28 | 20 |

## Prijzen
Aan het eind van het seizoen worden de League prijzen uitgedeeld, zie hier het overzicht:
| Award                           | Winnaar                            | Club                    |
| ------------------------------- | ---------------------------------- | ----------------------- |
| Beste Speler                    | Daan Preuninger                    | Fortuna/Delta Logistiek |
| Beste Speelster                 | Zita Schröder                      | PKC/Vertom              |
| Beste coach                     | Richard van Vloten                 | DVO/Accountor           |
| ERIMA beste arbitrage           | Peter van der Terp & Stan de Groot |                         |
| Beste Speler onder 21           | Ran Faber                          | LDODK/Rinsma Modeplein  |
| Beste Speelster onder 21        | Annelie de Korte                   | DVO/Accountor           |
| Doelpunt van het Jaar - Mannen  | Randy Oosting                      | KCC/CK Kozijnen         |
| Doelpunt van het Jaar - Vrouwen | Lotte van Montfort                 | Dalto                   |
| Beste Speler van de Finale      | Harjan Visscher                    | Fortuna/Delta Logistiek |

## Topscoorders
| Categorie              | Winnaar          | Club          | Gescoord aantal goals |
| ---------------------- | ---------------- | ------------- | --------------------- |
| Topscoorder mannelijk  | Gertjan Meerkerk | DVO/Accountor | 104                   |
| Topscoorder vrouwelijk | Anouk Haars      | KZ/Thermo4U   | 60                    |

## Trivia
- Op 21 december 2021 maakte LDODK bekend het contract te stoppen met coach Dico Dik. Voor Dik was dit zijn eerste seizoen bij de club. Iets later, op 1 januari 2022 maakte de club bekend dat coach Gerald Aukes de job ad interim af zou maken voor de rest van het seizoen
- Op 27 januari 2022 maakte het KNKV bekend de competitie-opzet te veranderen met ingang van het volgende seizoen (2022-2023). De bond besloot 1 nieuwe klasse op te richten die tussen de Korfbal League en de Hoofdklasse in zal fungeren. Het doel hiervan is om de transitie van Hoofdklasse naar Korfbal League geleidelijker te maken. Deze nieuwe klasse heeft als naam  " Korfbal League 2" gekregen.
- Op 2 februari 2022 maakte DOS'46 bekend per direct de samenwerking te stoppen met coach Edwin Bouman. Voor de rest van het seizoen werd Herman van Gunst aangetrokken om het ad interim af te maken
- Op 10 februari 2022 maakte TOP/Litta bekend per direct te samenwerking te stoppen met beide hoofdcoaches Marco Swikker en Timon Zuurmond. Ad interim werd Leon Braunstahl aangesteld als coach om het seizoen af te maken